# Клејтон (Канзас)
Клејтон (енгл. Clayton) град је у америчкој савезној држави Канзас.

## Демографија
По попису из 2010. године број становника је 59, што је 7 (-10,6%) становника мање него 2000. године.
| Група             | 2000.      | 2010.      |
| Белци             | 65 (98,5%) | 56 (94,9%) |
| Афроамериканци    | 0 (0,0%)   | 0 (0,0%)   |
| Азијати           | 0 (0,0%)   | 0 (0,0%)   |
| Хиспаноамериканци | 0 (0,0%)   | 1 (1,7%)   |
| Укупно            | 66         | 59         |